# Новый Такерман
Новый Такерман — деревня в Мензелинском районе Татарстана. Входит в состав Кадряковского сельского поселения.

## География
Находится в восточной части Татарстана на расстоянии приблизительно 24 км на юг-юго-запад по прямой от районного центра города Мензелинск.

## История
Основана в 1909 году выходцами из деревни Сарысаз-Такерман. Упоминалась также как Нижний Такирмень. В 1916 году была построена мечеть.

## Население
Постоянных жителей было: в 1913 году — 299, в 1920—254, в 1926—192, в 1938—182, в 1949—130, в 1958—133, в 1970—168, в 1979—118, в 1989 — 64, в 2002 — 80 (татары 100 %), 64 в 2010.